# Atamataka
Atamataka war eine nubische Königin, die vor allem von ihrem Grab in Nuri (Nu. 55) bekannt ist. Auf den erhaltenen Objekten trägt sie die Titel Königsgemahlin und Mensch. Ihr königlicher Gemahl ist unsicher, doch wird Aramatelqo vermutet. Aus ihrem Grab stammt eine Reihe von Uschebtis, die ihren Namen überliefern. Sie ist auch von einem Herzskarabäus bekannt, der sich im Grab Bu. 47 befindet und wohl dorthin verschleppt wurde.